# جان فوكيه
جان فوكيه (بالفرنسية: Jean Fouquet)‏ هو رسام فرنسي برز في القرن 15 الميلادي ولد في سنة 1420 في مدينة تور في فرنسا، كان يتقن الرسم الطبيعي والديني وهو مبتكر لوحات البورتريه للشخصيات، حيث رسم عدة صور لشخصيات مهمة في القرن 15، إنتقل هذا الفنان من فرنسا إلى إيطاليا ووضع بصمته في بداية النهضة الإيطالية، توفي في سنة 1481.

## معرض صور

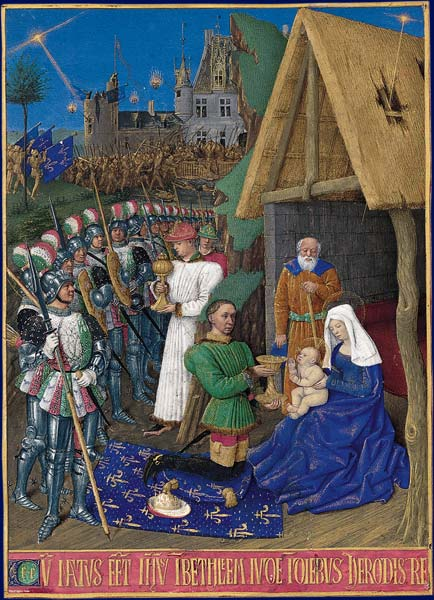
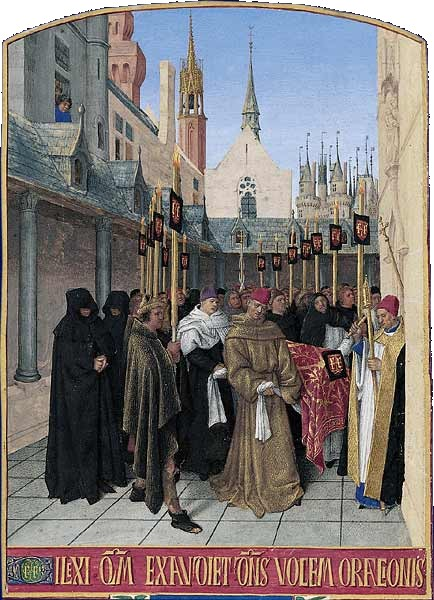
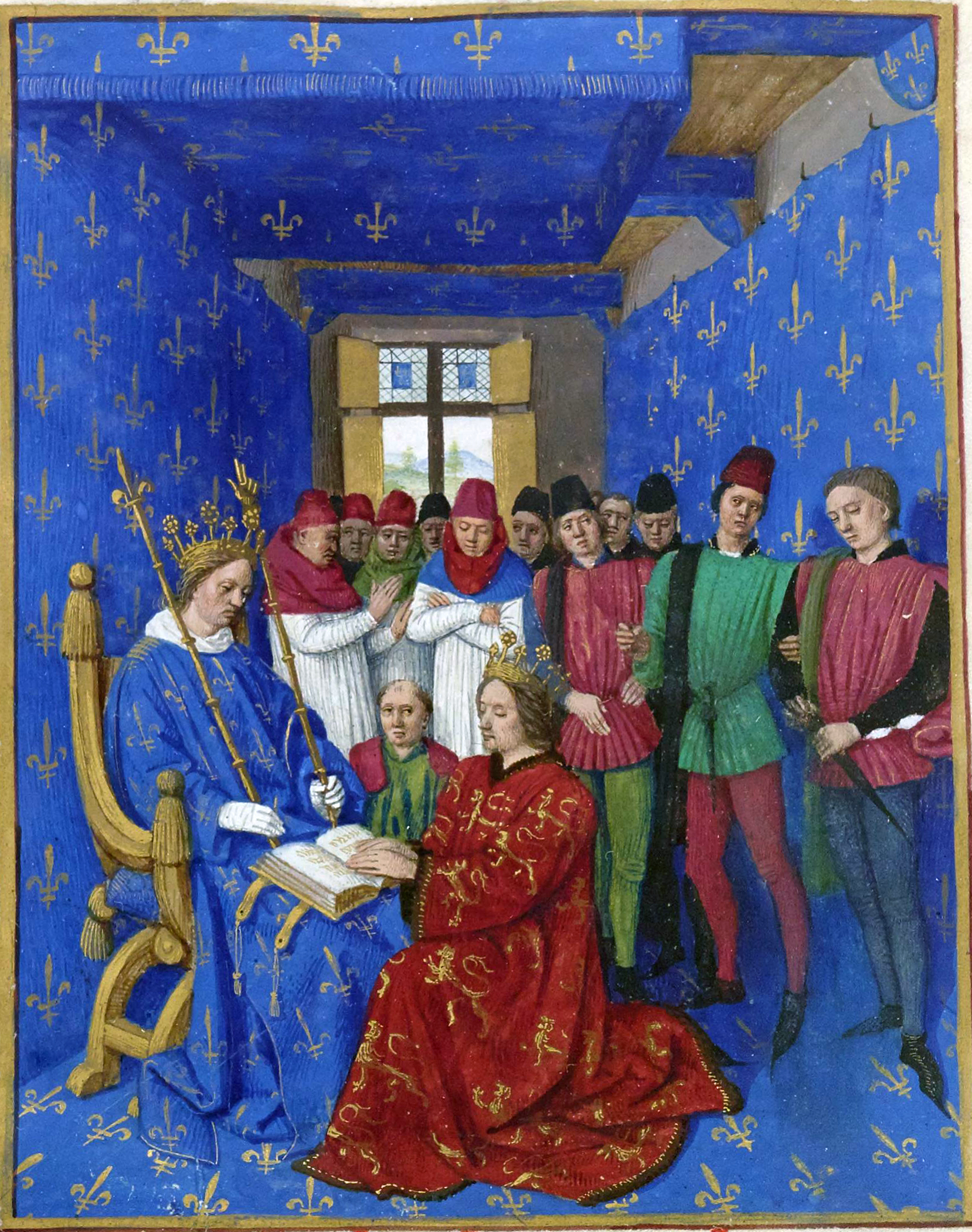
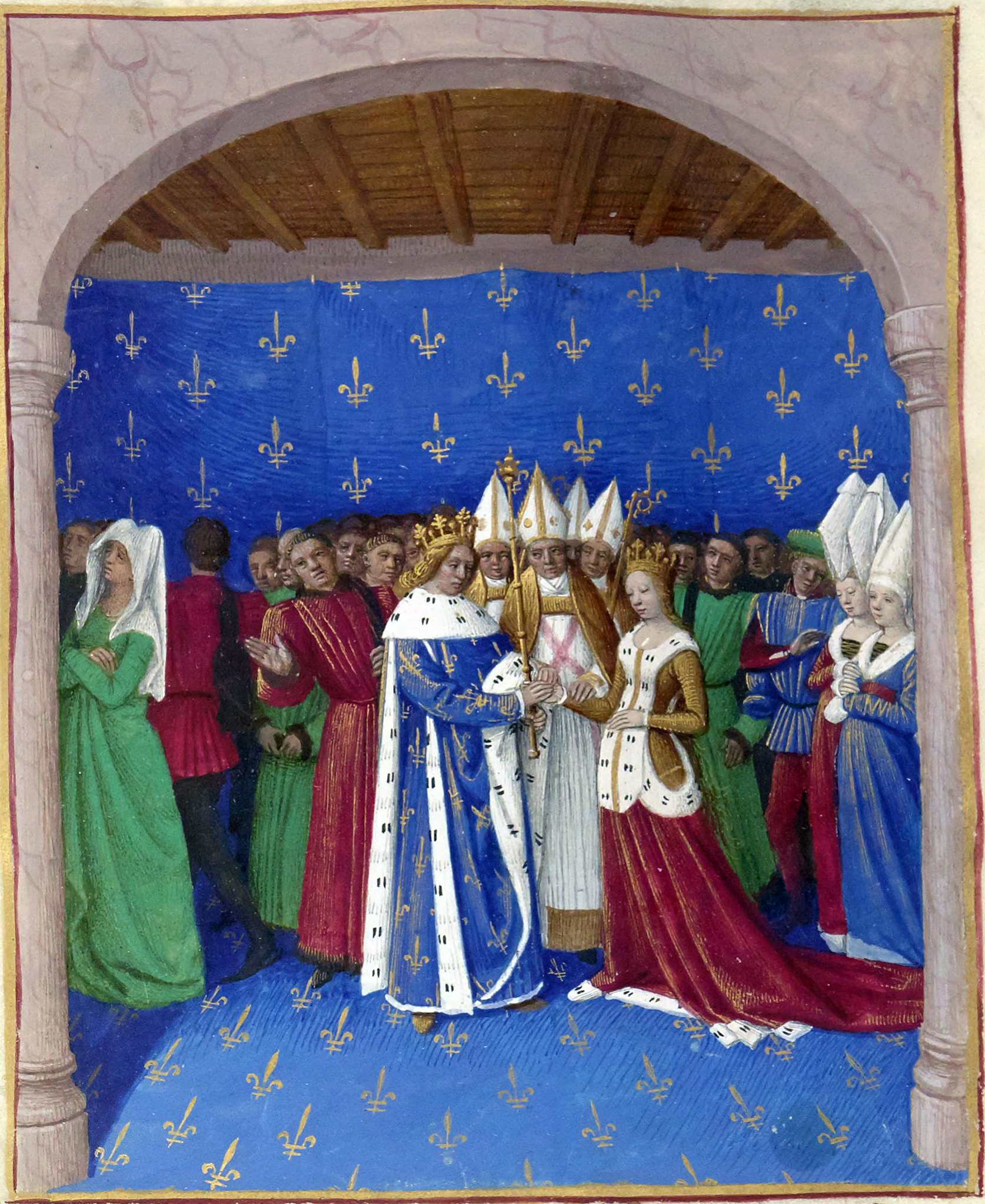
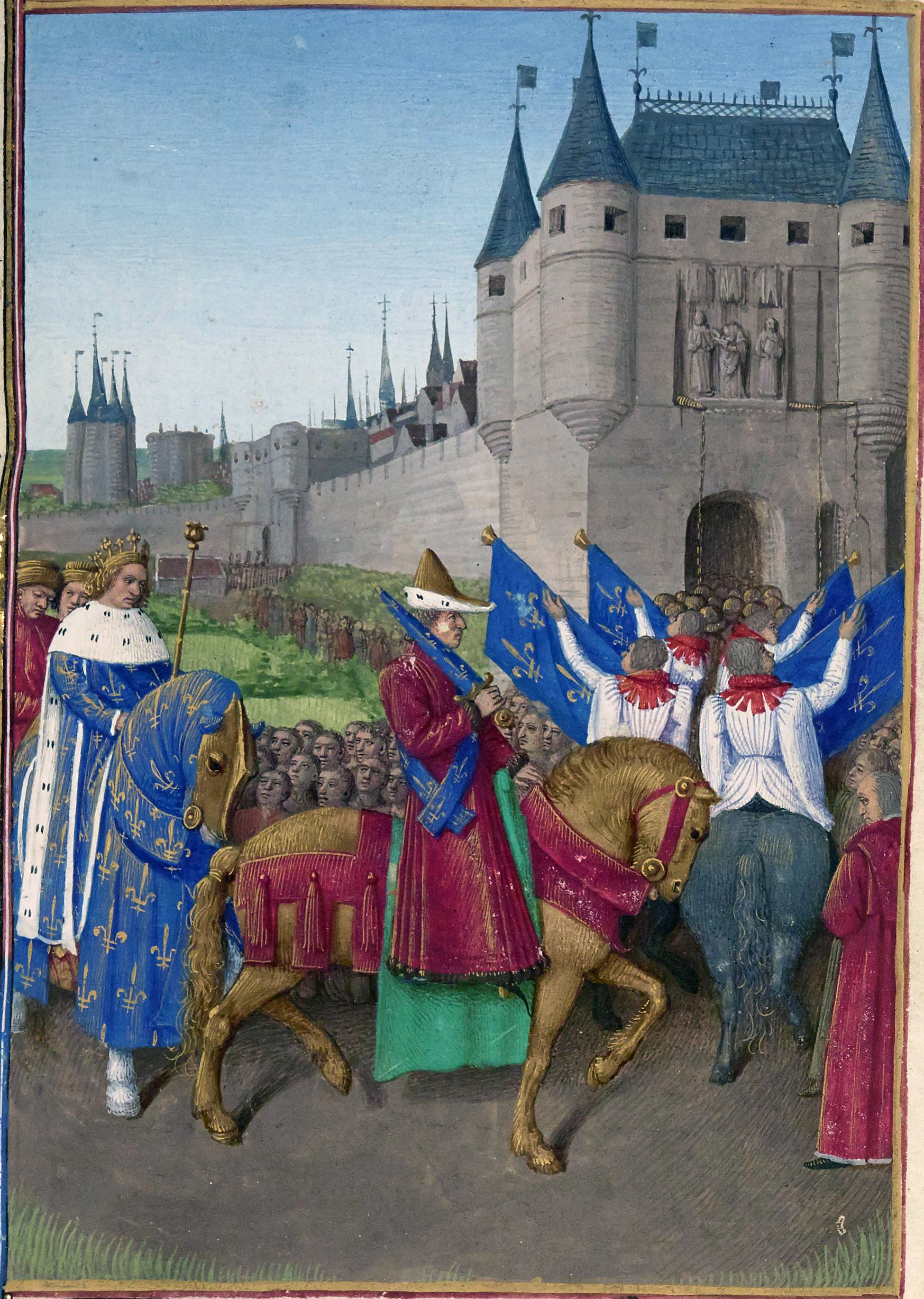

## روابط خارجية
- جان فوكيه على موقع الموسوعة البريطانية (الإنجليزية)
- جان فوكيه على موقع ميوزك برينز (الإنجليزية)